# Kombo A Mokoko
Kombo A' Mokoko ou Kombo Mokoko est une localité du Cameroun, située dans l'arrondissement de Bamusso, le département du Ndian et la Région du Sud-Ouest.

## Population
On y a dénombré 176 personnes en 1953, 254 en 1968-1969 et 682 en 1972.
Lors du recensement national de 2005, Kombo A' Mokoko comptait 516 habitants.
Une étude de terrain de 2011 y a dénombré 6 805 personnes. Après Bekumu, c'est désormais la deuxième ville de l'arrondissement de Bamusso par le nombre d'habitants.